# 第六十四国立銀行
第六十四国立銀行（だいろくじゅうしこくりつぎんこう）は、明治期に滋賀県大津市で設立された銀行。
1878年（明治11年）7月、大津市と彦根市の有力者が共同で設立、資本金は25万円。翌1879年（明治12年）には当行より分離、独立する形で、彦根市に第百三十三国立銀行が設立。その際、当行の資本金は15万円に。1898年（明治31年）6月、営業満期国立銀行処分法に基づき、大津銀行に改称。1908年（明治41年）1月、近江銀行に営業譲渡し、当行は解散。

## 沿革
- 1878年（明治11年）7月：滋賀県大津市で開業、資本金25万円
- 1879年（明治12年）4月：第百三十三国立銀行の分離、設立に伴い、資本金は15万円に
- 1898年（明治31年）6月：営業満期国立銀行処分法により大津銀行に改称
- 1908年（明治41年）1月：近江銀行に営業譲渡し解散